# Arkansas-Scheinaster
Die Arkansas-Scheinaster (Vernonia arkansana) ist eine Pflanzenart aus der Gattung der Scheinastern (Vernonia).

## Merkmale

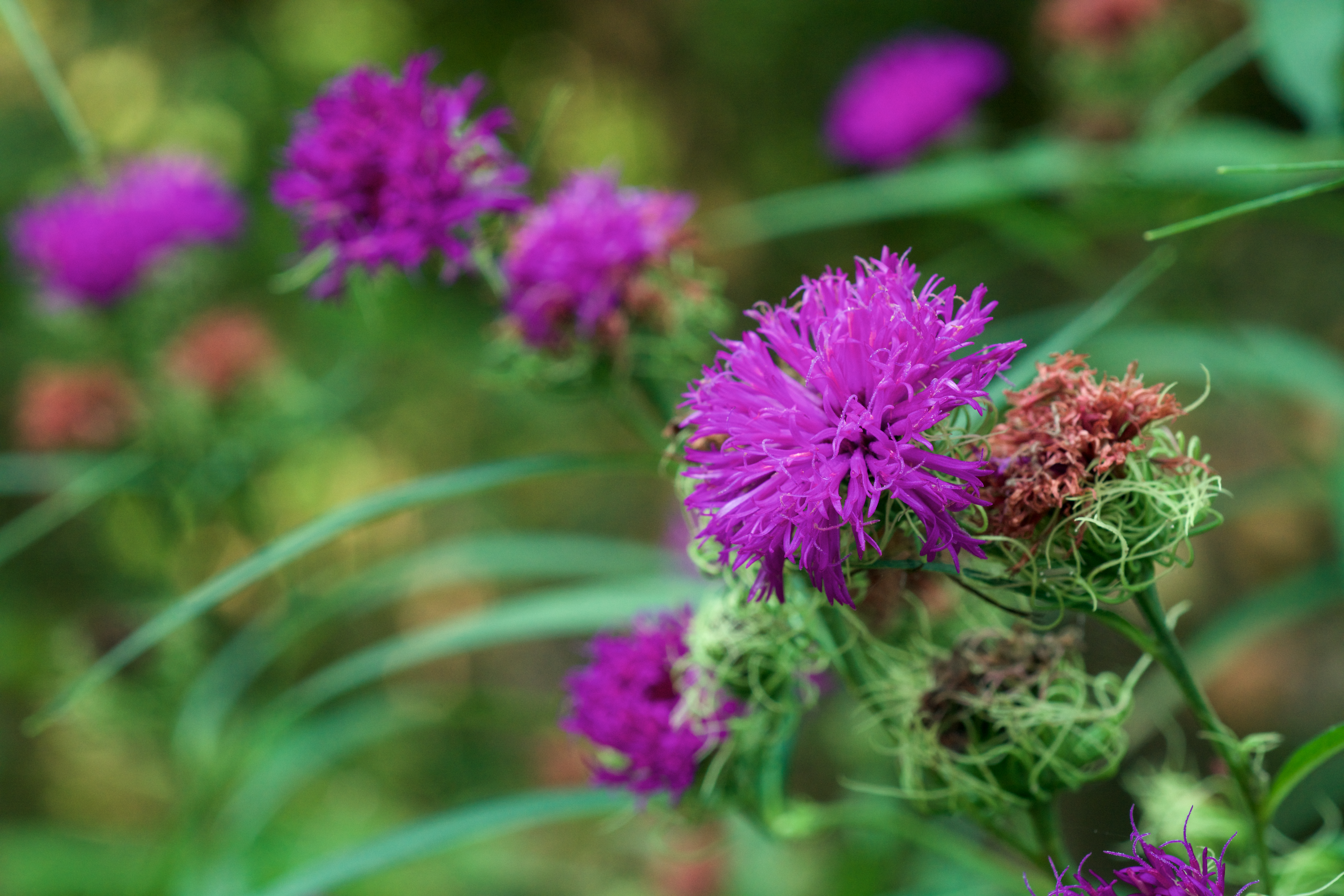
Arkansas-Scheinaster (Vernonia arkansana)

Die Arkansas-Scheinaster ist eine ausdauernde, krautige Pflanze, die Wuchshöhen von 80 bis 120 (200) Zentimeter erreicht. Die Pflanze bildet ein Rhizom. Die Blätter messen 6 bis 20 × 0,7 bis 2,5 Zentimeter und sind lineal-lanzettlich, lang zugespitzt, ganzrandig bis gezähnt, kahl oder kurz flaumhaarig, drüsig punktiert und bläulichgrün. Die Köpfe bestehen aus 55 bis 100 Blüten. Die Hülle ist 10 bis 15 Millimeter lang und breit. Die Hüllblätter besitzen einen lineal-fadenförmigen und schräg abstehenden Fortsatz. Die Blüten sind purpurviolett. Der Pappus ist purpurn.
Die Blütezeit reicht von August bis Oktober.

## Vorkommen
Die Arkansas-Scheinaster kommt im Süden der mittleren USA in Sümpfen, auf nassen Wiesen, in lichten Niederungswäldern und an Bachufern vor. Man findet sie in Arkansas, Kansas, Missouri und Oklahoma.

## Nutzung
Die Arkansas-Scheinaster wird selten als Zierpflanze für Teichufer und Sumpfbeete genutzt. Die Art ist vermutlich spätestens seit dem Jahr 1800 in Kultur.